# Hugo Geber

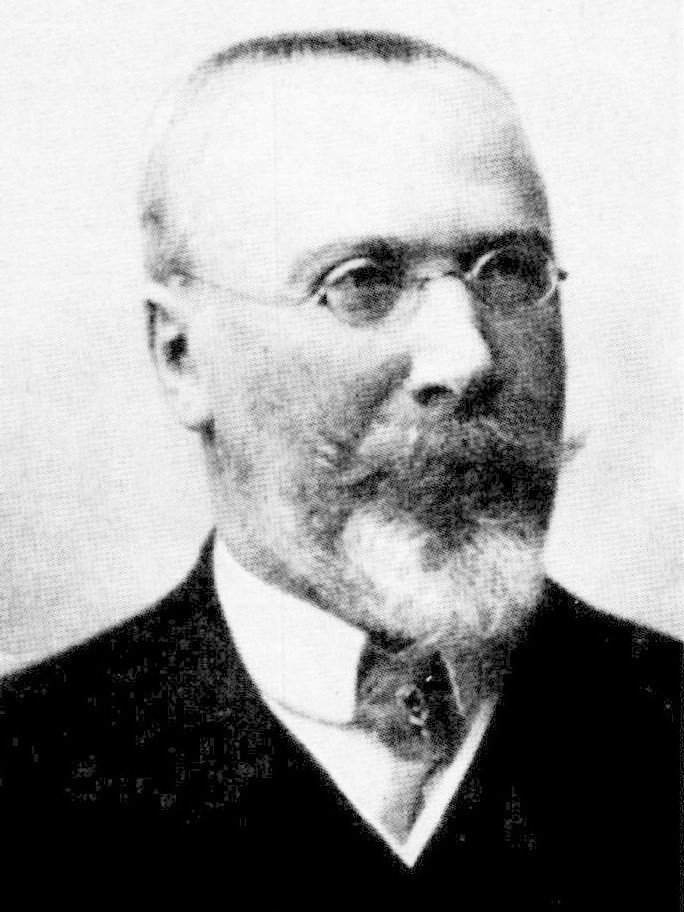
Ernst Hugo Geber.

Ernst Hugo Geber, född den 30 augusti 1853 i Norrköping, död den 10 februari 1914 i Stockholm, var en svensk bokförläggare.

## Biografi
Geber grundade tillsammans med Joseph Seligmann firman Seligmann & Co. och tog hand om denna ensam 1887 under namnet Hugo Gebers Förlag. Detta ombildades till aktiebolag 1928 och blev 1945 dotterbolag till Almqvist & Wiksell Förlag AB, som 1973 gick upp i Esseltes förlagsdivision.
Geber var förläggare för bland andra August Strindberg och fackboksförfattarna Henrik Schück, Karl Warburg, Svante Arrhenius, Gustav Cassel, Nathan Söderblom, Gustaf Steffen, Georg Nordensvan, Rudolf Kjellén och The Svedberg.

## Familj
Hugo Geber var son till grosshandlaren Julius Geber och Hilda Philipson. Han gifte sig 1878 med Anna Fredrica Lamm. Paret fick två barn, Magda Geber och Nils Geber. Hugo Geber var bror till Philip Geber och Martin Geber.
Geber förvärvade 1911 Grünewaldvillan i Saltsjöbaden i Nacka.